# جان ابلین (حقوقدان)
جان ابلین (به انگلیسی: John of Ibelin)، کنت اشکلون و یافا و حقوقدان، وکیل و قاضی پادشاهی اورشلیم در شهر اورشلیم بود. وی همچنین برادر جان ابلین، لرد بیروت بود.